# Éric Bernard
Éric Bernard (Martigues, 1964. augusztus 24. –) francia autóversenyző, korábbi Formula–1-es pilóta.

## A kezdetek
Eric Bernard a Marseilletől nem messze fekvő Martiguesben született 1964-ben. Versenyzői karrierjét 1976-ban gokartban kezdte meg melyet 1983-ig űzött, ezidő alatt négy francia gokartbajnoki címet is megnyert.
1983-ban a Paul Ricardon található versenyzőiskolába járt, illetve részt vett a Volant Elf nevű bajnokság döntőjén, melynek győztese Elf-szponzorációt kapott a következő évi Formula Renault szezonra. Ezt végül Bernard nyerte két későbbi Forma-1-es pilóta Jean Alesi és Bertrand Gachot előtt. 
Ennek hála 1984-ben elindult a Formula Renault bajnokságban, ahol első idényében 6. lett, majd második nekifutásra megnyerte a sorozatot és 1986-ban már a francia Formula 3-ban taposta a gázpedált, ahol összetettben az 5. helyen végzett, majd az azt követő évben második lett Alesi mögött, illetve szintén a '87-es évben részt vett a híres-hírhedt Makaói Nagydíjon, melyen nyolcadik lett.
1988-ban újabb szintet lépett, amikor a nemzetközi Formula 3000-es sorozatba szerződött. 5 versenyt töltött el első csapatánál, a Ralt Racingnél, majd a szezon utolsó négy versenyét már a Bromley Motorsportnál teljesítette. Legjobb szezonbeli eredményét hazai pályán, Dijonban érte el ahol a 3. lett, összetettben pedig a 9. helyen zárt. 1989-re ismét csapatot váltott, mégpedig a DAMS istálló versenyzője lett. Itt kezdetben nehezen indult a szezonja (Az első három versenyén nem ért célba), majd Jerezben megtört a jég, és megszerezte első futamgyőzelmét a Formula 3000-ben. Ezt még megfejelte egy-egy második és harmadik hellyel a szezonban, ami a ponttáblázat 3. helyéhez volt elég.

## A Formula–1-ben
1989 közepén lehetőséget kapott a Larrousse F1-es csapatától a francia nagydíjon, miután Yannick Dalmast elküldték a csapattól, azonban debütáló versenyén a 7. helyről kényszerült kiállni motorhiba miatt. Ezután még a brit nagydíjon is ő ült a Larrousseban, de már nem jutott szóhoz a szezon hátralevő részében az F3000-es kötelezettségei miatt.
1990-re azonban már teljes szezonos szerződést kapott a Larrousse csapatától Bernard. Első teljes idényében három alkalommal is pontot szerzett a csapatának, ezek közül is a brit nagydíjon elért 4. helye volt a legjobbja. A szezont végül 5 ponttal a 13. helyen zárta. 1991-ben már jóval gyengébb formát mutatott mind a csapat, mind Bernard. Mindössze két futamot tudott befejezni, ezek közül Mexikóban a pontszerző hatodik helyen zárt, illetve ennek a pocsék szezonnak a "megkoronázásaként" a japán nagydíj egyik edzésén súlyos balesetet szenvedett, ami miatt eltört a lába, és így véget ért a szezonja valamint a Larroussenál sem volt maradása. 
Felépülését követően és az Elf közbenjárására 1993-ra a Ligier tesztpilótája lett és ugyanebben a szerepkörben mozgott volna az 1994-es szezon folyamán, azonban a gárda egyik támogatóját csalás miatt börtönbüntetésre ítélték, és emiatt a megcsappant költségvetés miatt az újonc Olivier Panis mellé Bernardot ültették be, mint az Elf szponzoráltja. Az idénye azonban nem sikerült túl jól, egyrészt mert Panis folyamatosan gyorsabb volt nála, másodsorban az autóját is a tavalyi vázra építették, ami miatt nem tudta honfitársa tempóját tartani, bár a kaotikus német nagydíjon így is megszerezte első (és egyetlen) dobogós helyezését egy harmadik hely formájában. A szezon végefelé, pontosabban a portugál nagydíj után a Ligier megvált Bernardtól és a helyére Johhny Herbert került, így viszont Bernard megörökölte Herbert helyét az utolsókat rúgó Lotusnál, de az Európa nagydíj után ott sem volt maradása Mika Salo érkezése miatt. Lett volna lehetősége a folytatásra 1995-ben korábbi csapatánál, a Larroussenál, azonban a csapat megszűnt és Bernard Formula–1-es kalandja véget ért.

## A Formula–1 után
A Formula–1-et követően a sportautózás világában helyezkedett el. Részt vett nyolc alkalommal is a le mans-i 24 órás viadalon, három idényt eltöltött az American Le Mans Seriesben is több-kevesebb sikerrel, majd 2002-ben szögre akasztotta a sisakot.

## Eredményei

### Teljes Formula–1-es eredménylistája
(Táblázat értelmezése)

(Félkövér: pole-pozícióból indult; dőlt: leggyorsabb kört futott) 

| Év   | Csapat                 | Modell            | Motor           | 1      | 2      | 3      | 4      | 5      | 6      | 7      | 8      | 9      | 10     | 11     | 12     | 13     | 14     | 15     | 16      | Helyezés | Pontok |
| ---- | ---------------------- | ----------------- | --------------- | ------ | ------ | ------ | ------ | ------ | ------ | ------ | ------ | ------ | ------ | ------ | ------ | ------ | ------ | ------ | ------- | -------- | ------ |
| 1989 | Equipe Larrousse       | Lola LC89         | Lamborghini V12 | BRA    | SMR    | MON    | MEX    | USA    | CAN    | FRA 11 | GBR Ki | GER    | HUN    | BEL    | ITA    | POR    | ESP    | JPN    | AUS     | -        | 0      |
| 1990 | Espo Larrousse F1      | Lola LC89B        | Lamborghini V12 | USA 8  | BRA Ki |        |        |        |        |        |        |        |        |        |        |        |        |        |         | 13.      | 5      |
| 1990 | Espo Larrousse F1      | Lola 90           | Lamborghini V12 |        |        | SMR 13 | MON 6  | CAN 9  | MEX Ki | FRA 8  | GBR 4  | GER Ki | HUN 6  | BEL 9  | ITA Ki | POR Ki | ESP Ki | JPN Ki | AUS Ki  | 13.      | 5      |
| 1991 | Larrousse F1           | Larrousse Lola 91 | Cosworth V8     | USA Ki | BRA Ki | SMR Ki | MON 9  | CAN Ki | MEX 6  | FRA Ki | GBR Ki | GER Ki | HUN Ki | BEL Ki | ITA Ki | POR Nk | ESP Ki | JPN Nk | AUS Inj | 18.      | 1      |
| 1994 | Ligier Gitanes Blondes | Ligier JS39B      | Renault V10     | BRA Ki | PAC 10 | SMR 12 | MON Ki | ESP 8  | CAN 13 | FRA Ki | GBR 13 | GER 3  | HUN 10 | BEL 10 | ITA 7  | POR 10 |        |        |         | 18.      | 4      |
| 1994 | Team Lotus             | Lotus 109         | Mugen Honda V10 |        |        |        |        |        |        |        |        |        |        |        |        |        | EUR 18 | JPN    | AUS     | 18.      | 4      |

## Fordítás
- Ez a szócikk részben vagy egészben  az   Éric Bernard című angol Wikipédia-szócikk fordításán alapul.  Az eredeti cikk szerkesztőit annak laptörténete sorolja fel. Ez a jelzés csupán a megfogalmazás eredetét és a szerzői jogokat jelzi, nem szolgál a cikkben szereplő információk forrásmegjelöléseként.